# Анкаджас, Джервин
Джервин Джунтилла Анкаджас — филиппинский боксер-профессионал, выступающий во второй наилегчпйшей весовой категории. Бывший чемпионом мира по версии IBF во втором наилегчайшем весе(до 52.2 кг или 115 фунтов), выступает за промоутерскую компанию Мэнни Пакьяо. По версии BoxRec на данные 1 августа 2020 года занимает 5 место(74.40 баллов) среди боксеров второго наилегчайшего веса и 90 место среди боксеров вне весовой категории.

## Биография
Родился 1 января 1992 года в городе Панабо, провинция Давао на Филиппинах.

## Профессиональная карьера

### 2009 год
Дебютировал в профессиональном боксе 27 июля в городе Поланко(провинция Северная Замбоанга,Филиппины) в наилегчайшей весовой категории, выиграл нокаутом в 1 раунде Рейналдо Булуана(2-2-0). 3 сентября в городе Поломолок (провинция Южный Котабато,Филиппины) нокаутировал в 1 раунде Шервина МакДо Лунгао(2-7-0), бой проходил в первом наилегчайшем весе. 25 сентября в Себу (провинция Себу,Филиппины) выиграл единогласным решением судей Джимми Пайпа(1-0-0).

### 2010 год
15 мая в Себу (провинция Себу,Филиппины) в бою против Ирвина Йамо(1-4-0) зафиксирована ничья, бой проходил в наилегчайшем весе. 26 июня в Маниле(Филиппины) выиграл единогласным решением судей (59-55 60-54 59-55) Лео де Джуийа(1-5-0), бой прошёл во втором наилегчайшем весе. 7 августа в Танзе(провинция Кавите,Филиппины) выиграл нокаутом в 1 раунде Редни Квуизона(2-3-0), бой прошёл во втором наилегчайшем весе. 26 сентября в Танзе(провинция Кавите,Филиппины) выиграл единогласным решением в реванше (59-55 59-55 59-55) Лео де Джуийа(1-8-0), но бой уже проходил во втором наилегчайшем весе. 20 ноября в Имусе(провинция Кавите,Филиппины) выиграл нокаутом в 3 раунде Джулиуса Аджкопра(9-27-2). 22 декабря в Имусе(провинция Кавите,Филиппины) выиграл единогласным решением судей (80-72 78-74 79-73) Менарда Зарагосу(6-3-1).

### 2011 год
19 февраля в Имусе(провинция Кавите,Филиппины) единогласным решением судей выиграл (99-90 99-90 97-92) Пита Анакайа(8-14-2), во втором легчайшем весе(до 55.3 кг или 122 фунта). 16 апреля в городе Липа(провинция Батангас,Филиппины) выиграл единогласным решением судей (99-91 97-93 97-93) Рекса Тито(4-2-2) и завоевал вакантный молодёжный титул WBO Азия во втором наилегчайшем весе. 6 августа в Кавите(провинция Кавите,Филиппины) выиграл нокаутом в 8 раунде Джейсона Эдера(17-6-0) бой прошёл в легчайшем весе(до 53.5 кг или 118 фунтов). 27 августа в Тяньцзине(Китай) выиграл единогласным решением судей (97-93 97-93 98-92) Джинга Хианга(1-0-0) из Китая, бой прошёл в лимите второго наилегчайшего веса. 23 декабря в Имусе(провинция Кавите,Филиппины) выиграл единогласным решением судей (99-92 100-90 96-94) Родела Куилатона(24-19-3) бой прошёл в легчайшей весовой категории.

### 2012 год
17 марта в Лапу-Лапу (провинция Себу,Филиппины) в первой же защите своего титула проиграл решением большинства судей (94-97 95-95 92-98) Марке Антонио Джеральдо(24-5-3) проиграв впервые в карьере.16 августа в Маниле(Филиппины) выиграл отказом от продолжения боя в 3 раунде Джона Пауло Баутиста(10-6-1), бой прошёл в лимите легчайшего веса. 21 сентября в Маниле(Филиппины) выиграл нокаутом в 10 раунде мексиканца Хосе Мигеля Тамайо(12-3-2), бой прошёл в лимите второго наилегчайшего веса. 21 декабря в Хайкоу(провинция Хайнань,Китай) выиграл нокаутом в 4 раунде дебютанта из Китая Рунлонга Ху.

### 2013 год
30 августа в Лусон(провинция Кесон,Филиппины) выиграл нокаутом в 4 раунде Армандо Каса(11-10-5), тем самым завоевал вакантный титул Philippines Luzon Professional Boxing Association (LuzProBA) в легчайшем весе. 14 декабря в Генерал-Сантос(провинция Южный Котабато,Филиппины) выиграл нокаутом во втором раунде Райана Бонгкавила(7-7-5), бой прошёл в лимите второго легчайшего веса.

### 2014 год
22 февраля в Макао выиграл нокаутом во 2 раунде тайца Танавата Фоннаку(20-6-0).3 мая в Давао(провинция Южный Давао,Филиппины) выиграл нокаутом в 1 раунде тайца Анукула Промкамсава(13-6-0) и завоевал вакантный титул IBF Pan Pacific во втором наилегчайшем весе. 23 августа в Давао(провинция Давао,Филиппины) выиграл нокаутом в 1 раунде Рахмата Сантоса из Индонезии. 23 ноября в Макао выиграл нокаутом в третьем раунде Фадхили Маджиха(15-5-4) из Танзании.

### 2015 год
30 мая в Генерал-Сантос(провинция Южный Котабато, Филиппины) выиграл нокаутом в 9 раунде Хуана Пурисима(11-7-1). 13 ноября в Маниле(Филиппины) выиграл нокаутом в 1 раунде Пауло Аполинарио(10-15-3).

### 2017 год
29 января в Макао Джервин впервые отстоял звание чемпиона мира, отвоёванный в прошлом сентябре у небитого Макджо Арройо. В дебютной защите крепко насовал мексиканскому «Бычку» Хосе Альфредо Родригесу (32-4-0), невесть за какие заслуги получившему титульный шанс. Джервин, однако, умело выправил изъян в рейтинге Международной боксёрской федерации, деклассировав оппонента по всем статьям каждую минуту поединка. Записать на свой счёт «настоящую» досрочную победу или разгром по очкам 25-летнему левше помешала случайность: в 7-м раунде Родригес якобы получил вывих правого плеча и отказался выходить на следующую трёхминутку. RTD 7. 2 июля в Брисбен(штат Квинсленд,Австралия) во второй раз защитил титул Джервин уложив японца Тэиру Киносита (25-1-1) в 7-м раунде ударом в туловище. Преимущество Анкахаса в скорости и атлетизме было очевидным — он раз за разом попадал слева и уходил от большинства атак претендента. 5-я трёхминутка стала лучшей в поединке — оба успешно атаковали, причём Теиру налегал на удары в туловище. Правый удар в корпус отправил претендента на настил ринга в 7-м, однако коленопреклонённый Киносита смог подняться до конца счёта рефери. Третий в ринге, однако, решил, что с японца достаточно из-за гематомы на правом глазу, полученной ещё во 2-м раунде и крайне беспокоившей его с 6-го. 18 ноября в Белфаст(Северная Ирландия) в рамках третьей защиты Джервин уверенно — и досрочно — прошёл «зелёного» североирландского проспекта Джейми «The Mexican» Конлана (19-1-0). В середине 1-го раунда Конлан внезапно опустился на колени, выслушав счёт рефери. Причина неясна: возможно, отложенная реакция на пропущенный за несколько секунд до этого удар справа, либо проблема с ведущей ногой. Часто «секущийся» и опухающий гематомами в боях Джейми уже в начале 2-го раунда получил рассечение над левым глазом. 25-летний визитёр-левша Анкахас, который отдалённо похож по стилю на своего промоутера Мэнни Пакьяо, выглядел всё увереннее и проводил более увесистые удары. В конце 3-го Конлан сначала скрючился от бодипанча, а затем упал от дополнительных плюх в туловище. Добить ирландца чемпиону не хватило времени. То же самое произошло на последних секундах 4-го раунда; сначала Джервин тщетно пытался додавить его у канатов, а затем опрокинул в нокдаун ударом слева в живот. В 5-й трёхминутке Конлан поначалу выглядел получше, но затем упал вновь. Рефери посчитал, что Анкахас ударил ниже пояса и снял с филиппинца очко. Видеоповтор показал, что удар был на линии. Под занавес раунда Джейми повело от плюхи справа в голову. В 6-м раунде 31-летний хозяин ринга упал ещё раз — теперь уже в последний. Конлан показывал, что ему якобы попали по затылку (почти так и было), но желанием продолжать бой всё равно не горел. Отмашка рефери — ТКО 6.

### 2018 год
4 февраля в Корпус-Кристи(штат Техас,США) Джервин Анкахас одержал дебютную победу в США, побив мексиканского середняка Исраэля Гонсалеса (21-1-0). Уже в стартовом раунде претендент оказался на канвасе. Левша Анкахас ушёл от атаки Гонсалеса и вовремя выбросил левый хук — удар пришёлся точно в челюсть. Сосредоточившись в дальнейшем на работе двоечками, филиппинец легко прошивал ненадёжные защитные редуты мексиканца. Гонсалес пытался работать вторым номером, но катастрофически не поспевал за чемпионом. В 5-м раунде претендент рискнул и пошёл ва-банк, что ненадолго пошло на пользу зрелищности поединка. В концовке 7-го раунда Анкахас потряс Гонсалеса ещё одним контр-хуком, на этот раз правым. Взвинтив темп с 8-й трёхминутки, филиппинец вынудил мексиканца преимущественно сосредоточиться на вопросе выживания, с чем тот справиться не сумел. В 10-м раунде Анкахас задел Гонсалеса, бросился на добивание и уронил левым прямым. Мексиканец попытался продолжить бой, но оказался в третьем нокдауне, после чего рефери остановил бой. 26 мая в Фресно(штат Калифорния,США) В первом титульном поединке между филиппинцами на мировом уровне за последние 93 года Джервин Анкахас (28-1-1, 19 КО) без особых проблем управился с обязательным претендентом Джонасом Султаном (14-4, 9 КО), заполучив комфортную победу единогласным решением судей. Поединок вряд ли можно назвать образцом зрелищности, так как довольно неуклюжий, хоть и азартный претендент взял разве что 9-й раунд за счёт активности, тогда как левша-чемпион просто перебоксировал Султана на классе — без ненужного ему риска. Итог — 117—111 и дважды 119—109 в пользу Анкахаса. UD 12. Для Джервина это была пятая защита титула. 28 сентября в Окленд (Калифорния,США) Джервин Анкахас которого для хайпа часто сравнивают с легендарным соотечественником Мэнни Пакьяо, не сумел одолеть мексиканского середняка Алехандро Сантьяго (16-2-5). Неторопливое развитие событий, фехтование джебами с дальней дистанции, прервалось на последних секундах 2-й трёхминутки, когда бойцы устроили яркий замес, а претендент даже немного потряс чемпиона. Анкахасу никак не удавалось нащупать темп и дистанцию — Сантьяго действовал инстинктивно, бросался в казавшиеся неподготовленными атаки, чем иногда заставал чемпиона врасплох. Например, в 4-й трёхминутке прошла двоечка из правого кросса и левого хука. Анкахас же сфокусировался на работе по корпусу оппонента. Филиппинец непривычно часто промахивался, а мексиканец неожиданно здорово контратаковал, наказывал чемпиона за ошибки. В середине боя, казалось, Анкахас приспособился к Сантьяго, наладил работу джебом. Но затем вновь инициативу перехватил претендент. Судьи разошлись во мнениях: 116:112 в пользу Анкахаса, 118:111 в пользу Сантьяго и 114:114. Ничья раздельным решением судей.

### 2019 год
4 мая Стоктон (Калифорния,США) Джервин в седьмой раз защитил титул, без труда расправившись с претендентом из Японии Рюичи Фунаи (31-7-0). Работая агрессивным вторым номером, Анкахас жёстко пресекал прямолинейное движение японца вперёд, одинаково результативно пробивая навстречу двойки прямых, хуки, апперкоты и комбинации боковых по корпусу. Локальные успехи Фунаи тонули в множестве точных ударов чемпиона, но Рюичи выручала крепость головы. После 4-го раунда, на протяжении которого Джервин фактически избивал соперника, рефери отправил Фунаи на осмотр к доктору. Тот разрешил Рюичи продолжить.5-я трёхминутка прошла относительно спокойно, а в 6-й Рюичи вновь стойко терпел побои. В начале 7-го раунда доктор вновь провёл осмотр японца и на этот раз запретил ему продолжать. 7 декабря в Пуэбло (штат Пуэбло,Мексика) Джервин досрочно одолел чилийца Мигеля Гонсалеса (31-2-0). Чемпион контролировал ход боя, но предпочитал не рисковать. К 6-му раунду Анкахас решил, что «клиент созрел»: включился в бой на полную катушку, забил оппонента до остановки.